# Eurícrates II
Eurícrates II (Eurycrates, Εὐρυκράτης) fou el tretzè rei d'Esparta de la línia àgida, net d'Eurícrates I. Heròdot l'esmenta amb el nom d'Euricràtides (Eurycratides, Εὐρυκρατίδης) i va regnar durant la primera part de la guerra amb Tegea, part en què els espartans foren derrotats, i que no fou guanyada fins al temps del seu net Anaxàndrides II.